# Mallerenga cuallarga fuliginosa
La mallerenga cuallarga fuliginosa (Aegithalos fuliginosus) és una espècie d'ocell de la família dels egitàlids (Aegithalidae). Habita boscos de les muntanyes de l'oest i centre de la Xina. El seu estat de conservació es considera de risc mínim.